# Beit Aghion

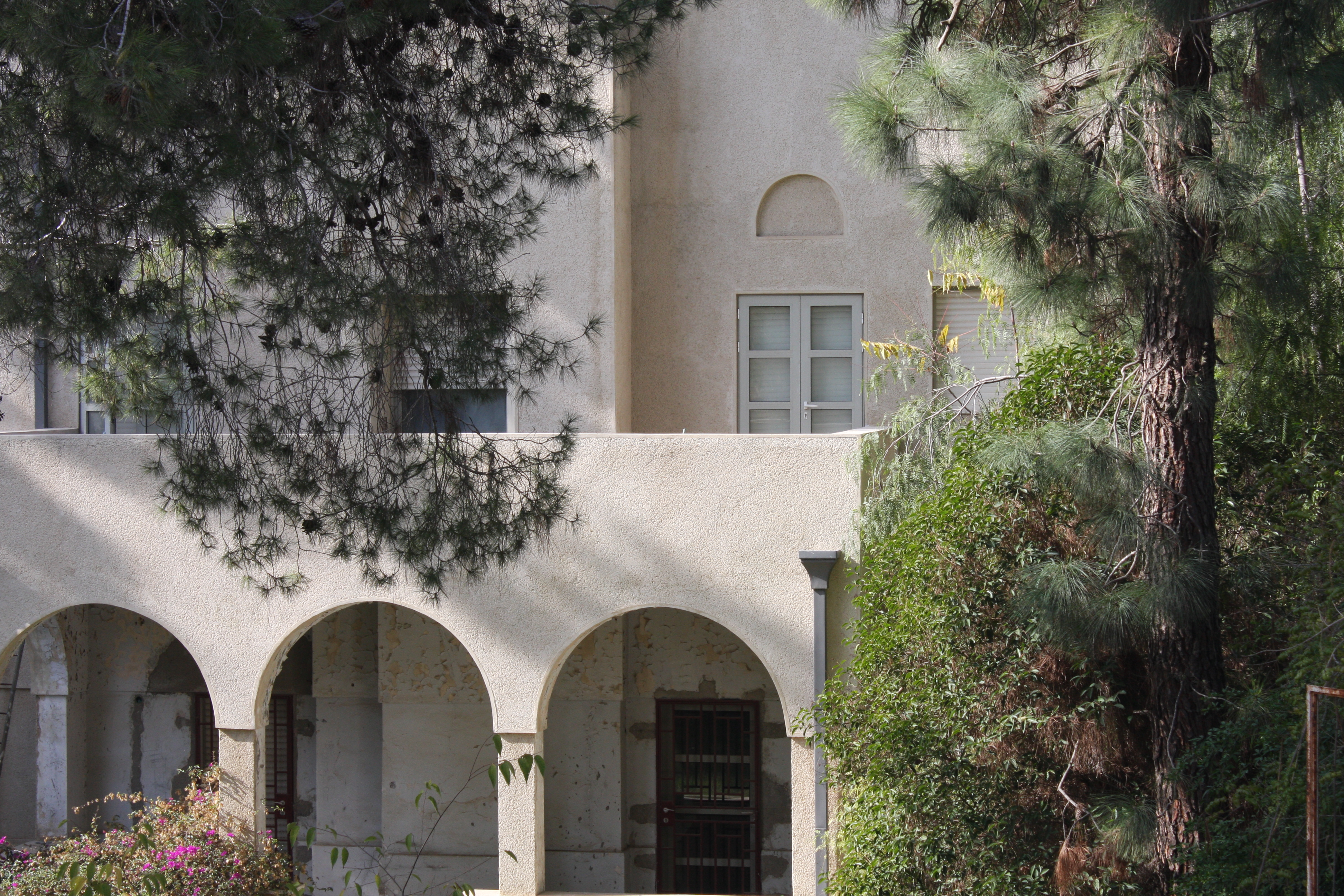
Beit Julius Jacobs, residencia oficial del Primer Ministro hasta 1974

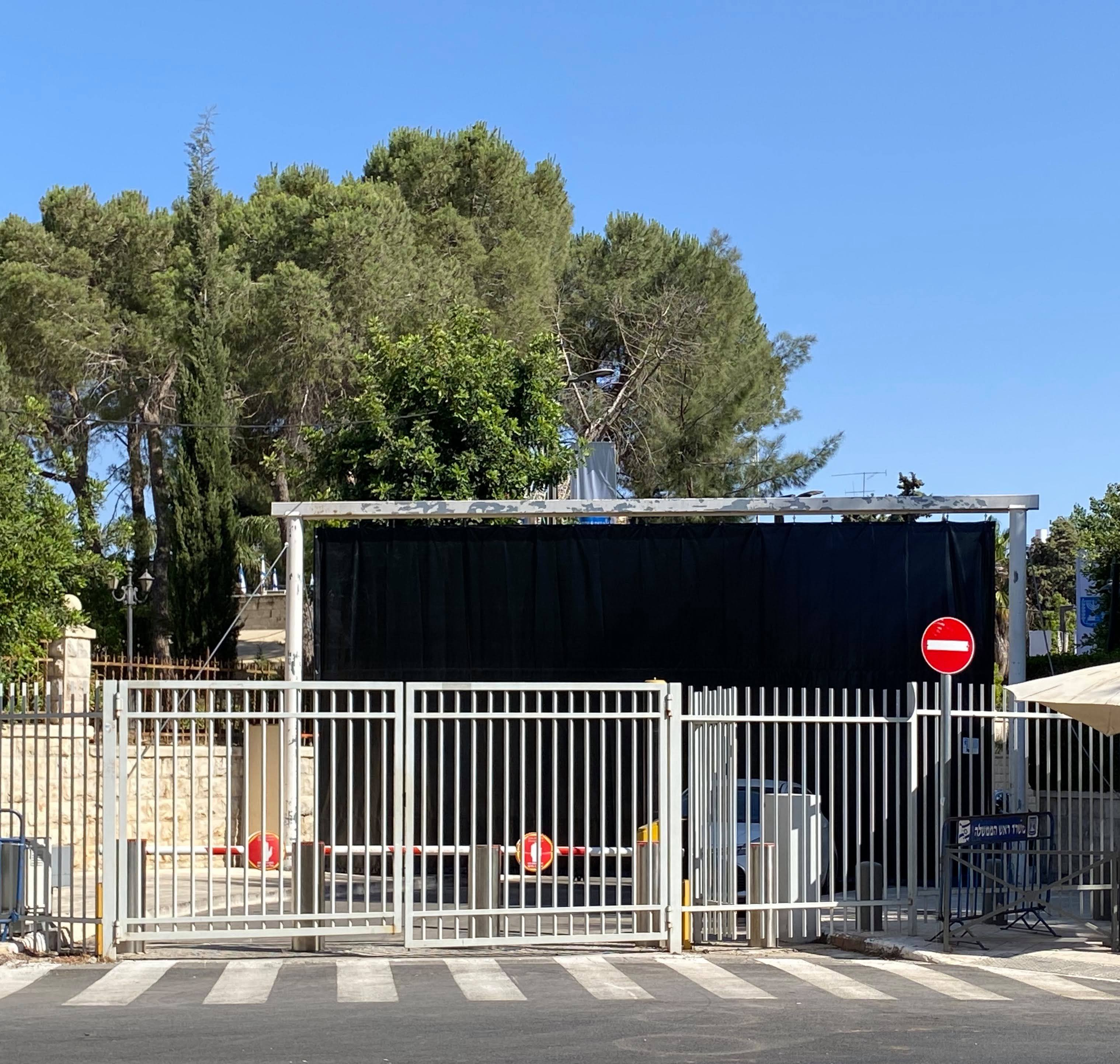
La cortina negra de la calle Balfour de Jerusalén, que oculta la entrada a la residencia del primer ministro

Beit Aghion (en hebreo: בית אגיון‎, Casa Aghion), también conocida como Beit Rosh HaMemshala (en hebreo: בית ראש הממשלה‎, Casa del Jefe de Gobierno ) también conocida metonímicamente como Balfour debido al nombre de una de las calles adyacentes, es la residencia oficial del Primer Ministro de Israel. Está ubicada en el número 9 de la calle Smolenskin, en la esquina con la calle Balfour, en el exclusivo barrio de Rehavia, en el centro de Jerusalén.

## Historia

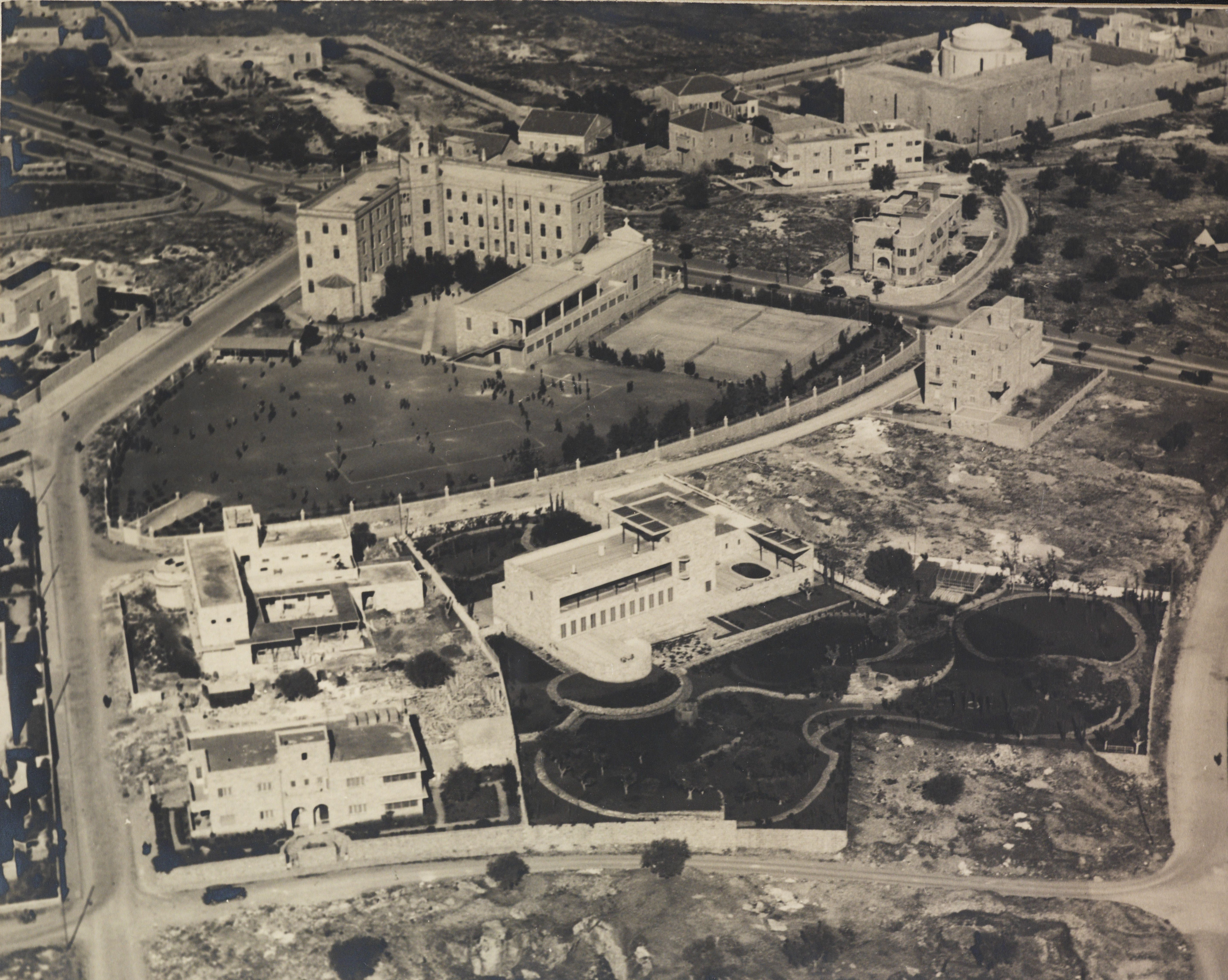
1938

La casa fue construida entre 1936 y 1938 para el comerciante judío de origen griego Edward Aghion, que vivía en Alejandría, Egipto. Fue diseñada por el arquitecto alemán Richard Kauffmann, arquitecto jefe de la Compañía Palestina de Desarrollo de Tierras (Hachsharat Hayeshuv).
En 1941 la casa fue la residencia temporal del rey Pedro II de Yugoslavia.
Durante la guerra árabe-israelí de 1948 la casa fue utilizada como hospital para los combatientes del Irgun Zvai Leumi, cuyo líder, Menachem Begin, se convirtió posteriormente en primer ministro.
En 1952, el gobierno compró el edificio para convertirlo en residencia oficial del ministro de Asuntos Exteriores.
En 1974, el Gobierno israelí decidió trasladar la residencia oficial del Primer Ministro de la Casa Julius Jacobs, residencia oficial entre 1950 y 1974, a Beit Aghion. Durante la década de 1990, se erigió un muro alrededor de la casa por razones de seguridad y se cerró al tráfico los segmentos de las calles más próximos.
La calle adyacente, Balfour Street, está dedicada a Arthur Balfour, Secretario de Asuntos Exteriores británico cuyo trabajo sentó las bases diplomáticas para una patria judía en Palestina.

## Arquitectura
El edificio se compone de varios bloques cuadrados conectados entre sí. En el centro del edificio hay una escalinata, decorada con una hilera de ventanas en la parte delantera y un patio interior. La fachada del edificio incluye una sección moldeada de forma circular y en forma de barco típica del Estilo Renacentista. La casa está revestida de piedra de Jerusalén.

## Propuesta de reubicación de la residencia
El 8 de febrero de 2009, el gobierno israelí aprobó el Proyecto Almog para unir la residencia oficial del Primer Ministro con su oficina dentro del complejo gubernamental fuera de Beit Aghion. El coste del proyecto planeado fue de alrededor de 650 millones de shéquels y criticado por demasiado costoso. El 5 de abril se canceló el proyecto.